# 石谷站 (悉尼)
石谷站（英語：Rockdale station）是一個城市鐵路東郊及伊拉瓦拉線的車站，位於悉尼南部的石谷，這裏附近亦是石谷地方政府區域的總部所在地。

## 歷史
車站跟隨著路線在1884年10月開幕。

## 月台服務
每小時會有4班列車，繁忙時間會加設班次。由於往邦迪聯運的列車會由2號或4號月台開出，因此乘客需在大堂的電子顯示器上留意下一班列車會在那一個月台上開出；同一樣地，往瀑布/克羅努拉的列車會由3號或5號月台開出，亦需要在電子顯示器上留意下一班列車會在那一個月台上開出。在2006年的時間表，南海岸線列車會在繁忙時間進入此站。
1號月台

（不常用）
- 用作服務以此為終點站的列車及作倒車的月台，現不再使用。

2號月台
- 東郊及伊拉瓦拉線 — 往邦迪聯運

3號月台
- 東郊及伊拉瓦拉線 — 往瀑布/克羅努拉

4號月台
- 東郊及伊拉瓦拉線 — 往邦迪聯運

5號月台
- 東郊及伊拉瓦拉線 — 往瀑布/克羅努拉
- 南海岸線 — 往瀑布/克羅努拉。

## 交通接駁
Stand A:
- 425 - to Dulwich Hill - (Marrickville Road).

Stand B:
- 476 - to Dolls Point - (Clareville Avenue).
- 477 - to Miranda - (Kiora Road).

Stand C:
- 478 - to Ramsgate - (Ramsgate Road). Selected weekday off peak services to Miranda - (Kiora Road) via Taren Point.
- 479 - to Brighton-Le-Sands - (Bay Street & The Grand Pde).

Stand D:
- 472 - to Five Dock - (First Avenue).

Stand E:
- 492 - to Drummoyne - (Lyons & Victoria Roads).
- 494 - Weekday peak hour services - to Campsie - (Beamish Street at Campsie railway station).

Stand F:
- 400 - limited stops services - to Burwood - (Burwood Road at Westfield).

Stand G:
- 452 - to 比華利山站.
- 453 - to 好市圍站.

Stand H:
- 400 - limited stops services - to Bondi Junction Interchange.
- 410 - Weekday peak hour limited stops services - to 邦迪聯運巴士轉線站.
- 471 - to Five Dock - (First Avenue).

| 路線編號 | 路線              | 鄰近車站 |          |      |            |
| N11      | 市政廳 （佐治街） | 克羅努拉 | 阿克利夫 | 樂調 | 高嘉華     |
| N10      | 市政廳 （佐治街） | 新忽地   | 阿克利夫 | 樂調 | 高嘉華     |
| N20      | 樂調              | 萊忽比   | -        | 樂調 | 碧士利商店 |

## 傷殘人士設施
車站設有升降機並有職員在車站開放時間當值。